# Feldhockey-Europameisterschaft der Herren 1995
Die Feldhockey-Europameisterschaft der Herren 1995 war die siebente Ausgabe der Feldhockey-Europameisterschaft der Herren. Sie fand in Dublin statt. Der Titelverteidiger Deutschland konnte seinen Titel gegen die Niederlande mit 9:8 im Siebenmeterschießen verteidigen.
Es nahmen 12 Mannschaften teil, die zunächst in zwei Sechsergruppen spielten. Die jeweils beiden Besten spielten im Halbfinale, die Dritt- und Viertplatzierten um die Plätze 5 bis 8, die weiteren um die folgenden Platzierungen.

## Vorrunde

### Gruppe A
| Datum           | Team 1      | Team 2      | Ergebnis |
| --------------- | ----------- | ----------- | -------- |
| 16. August 1995 | Belgien     | Wales       | 3 : 1    |
| 16. August 1995 | Spanien     | Frankreich  | 3 : 1    |
| 16. August 1995 | Niederlande | Schottland  | 4 : 1    |
| 17. August 1995 | Spanien     | Wales       | 2 : 0    |
| 17. August 1995 | Niederlande | Frankreich  | 6 : 1    |
| 18. August 1995 | Belgien     | Schottland  | 3 : 1    |
| 19. August 1995 | Spanien     | Niederlande | 1 : 3    |
| 19. August 1995 | Frankreich  | Belgien     | 1 : 2    |
| 19. August 1995 | Wales       | Schottland  | 2 : 0    |
| 21. August 1995 | Frankreich  | Schottland  | 1 : 1    |
| 21. August 1995 | Wales       | Niederlande | 0 : 3    |
| 21. August 1995 | Belgien     | Spanien     | 2 : 2    |
| 22. August 1995 | Niederlande | Belgien     | 1 : 1    |
| 22. August 1995 | Schottland  | Spanien     | 0 : 3    |
| 23. August 1995 | Frankreich  | Wales       | 1 : 1    |

Tabelle
| Rang | Land        | Spiele | Tore | Differenz | Punkte |
| ---- | ----------- | ------ | ---- | --------- | ------ |
| 1    | Niederlande | 5      | 17:4 | +13       | 8      |
| 2    | Belgien     | 5      | 11:7 | +4        | 8      |
| 3    | Spanien     | 5      | 11:6 | +5        | 7      |
| 4    | Wales       | 5      | 6:8  | −2        | 5      |
| 5    | Frankreich  | 5      | 5:13 | −8        | 2      |
| 6    | Schottland  | 5      | 3:13 | −10       | 1      |

Legende: qualifiziert für das Halbfinale, qualifiziert für die Spiele um die Plätze 5–8, qualifiziert für die Spiele um die Plätze 9–12

### Gruppe B
| Datum           | Team 1       | Team 2       | Ergebnis |
| --------------- | ------------ | ------------ | -------- |
| 16. August 1995 | Irland       | Weißrussland | 2 : 1    |
| 17. August 1995 | Polen        | Schweiz      | 3 : 2    |
| 17. August 1995 | England      | Deutschland  | 3 : 2    |
| 18. August 1995 | Weißrussland | Deutschland  | 0 : 9    |
| 18. August 1995 | Irland       | Schweiz      | 1 : 2    |
| 18. August 1995 | Polen        | England      | 1 : 3    |
| 20. August 1995 | Deutschland  | Polen        | 3 : 0    |
| 20. August 1995 | England      | Irland       | 1 : 1    |
| 20. August 1995 | Weißrussland | Schweiz      | 4 : 0    |
| 21. August 1995 | Deutschland  | Schweiz      | 7 : 0    |
| 22. August 1995 | England      | Weißrussland | 4 : 0    |
| 22. August 1995 | Irland       | Polen        | 1 : 1    |
| 23. August 1995 | Schweiz      | England      | 4 : 4    |
| 23. August 1995 | Polen        | Weißrussland | 3 : 2    |
| 23. August 1995 | Deutschland  | Irland       | 2 : 0    |

Tabelle
| Rang | Land        | Spiele | Tore | Differenz | Punkte |
| ---- | ----------- | ------ | ---- | --------- | ------ |
| 1    | Deutschland | 5      | 23:3 | +20       | 10     |
| 2    | England     | 5      | 15:8 | +7        | 10     |
| 3    | Polen       | 5      | 8:11 | −3        | 5      |
| 4    | Irland      | 5      | 5:7  | −2        | 4      |
| 5    | Schweiz     | 5      | 8:19 | −11       | 3      |
| 6    | Belarus     | 5      | 7:18 | −11       | 2      |

Legende: qualifiziert für das Halbfinale, qualifiziert für die Spiele um die Plätze 5–8, qualifiziert für die Spiele um die Plätze 9–12

## Platzierungsspiele

### Spiele um die Plätze 9–12
| Datum           | Team 1     | Team 2       | Ergebnis    |
| --------------- | ---------- | ------------ | ----------- |
| 26. August 1995 | Frankreich | Weißrussland | 2 : 4 (1:0) |
| 26. August 1995 | Schweiz    | Schottland   | 2 : 3 (0:1) |

#### Spiel um Platz 11
| Datum           | Team 1     | Team 2  | Ergebnis                |
| --------------- | ---------- | ------- | ----------------------- |
| 27. August 1995 | Frankreich | Schweiz | 2 : 2 (2:1), 4:5 n. 7 m |

#### Spiel um Platz 9
| Datum           | Team 1       | Team 2     | Ergebnis    |
| --------------- | ------------ | ---------- | ----------- |
| 27. August 1995 | Weißrussland | Schottland | 4 : 2 (1:1) |

### Spiele um die Plätze 5–8
| Datum                 | Team 1 | Team 2  | Ergebnis |
| --------------------- | ------ | ------- | -------- |
| 25. August 1995 10:00 | Irland | Spanien | 3 : 1    |
| 25. August 1995 12:30 | Wales  | Polen   | 1 : 3    |

#### Spiel um Platz 7
| Datum           | Team 1  | Team 2 | Ergebnis    |
| --------------- | ------- | ------ | ----------- |
| 26. August 1995 | Spanien | Wales  | 1 : 2 (1:1) |

#### Spiel um Platz 5
| Datum           | Team 1 | Team 2 | Ergebnis    |
| --------------- | ------ | ------ | ----------- |
| 26. August 1995 | Irland | Polen  | 4 : 3 (2:2) |

## Halbfinale
| Datum                 | Team 1      | Team 2  | Ergebnis |
| --------------------- | ----------- | ------- | -------- |
| 25. August 1995 15:30 | Niederlande | England | 0 : 0    |
| 25. August 1995 18:00 | Deutschland | Belgien | 0 : 0    |

### Spiel um Platz 3
| Datum           | Team 1  | Team 2  | Ergebnis    |
| --------------- | ------- | ------- | ----------- |
| 27. August 1995 | England | Belgien | 2 : 1 (1:1) |

## Finale
| Datum           | Team 1      | Team 2      | Ergebnis                 |
| --------------- | ----------- | ----------- | ------------------------ |
| 27. August 1995 | Niederlande | Deutschland | 2 : 2, (2:0), 8:9 n. 7 m |

## Abschlussplatzierungen
| Pl. | Team        |
| --- | ----------- |
|     | Deutschland |
|     | Niederlande |
|     | England     |
| 4   | Belgien     |
| 5   | Irland      |
| 6   | Polen       |
| 7   | Wales       |
| 8   | Spanien     |
| 9   | Belarus     |
| 10  | Schottland  |
| 11  | Schweiz     |
| 12  | Frankreich  |

Die ersten Sechs hatten sich für die Europameisterschaft 1999 qualifiziert.

## Europameister
Christopher Reitz, Michael Green, Björn Michel, Patrick Bellenbaum, Jan Peter Tewes, Andreas Becker, Sven Meinhardt, Florian Kunz, Christian Stengler, Klaus Michler, Christian Mayerhöfer, Albert Hemmersbach, Oliver Kurtz, Michael Waldhauser, Christoph Bechmann, Oliver Domke